# Journalistik (Zeitschrift)
Journalistik ist die einzige deutschsprachige Fachzeitschrift für Journalismusforschung und Journalistik. Sie wurde 2018 von dem deutschen Journalistikprofessor Horst Pöttker zusammen mit vier Kolleginnen und Kollegen (Bernhard Debatin, Petra Herczeg, Gabriele Hooffacker, Tanjev Schultz) gegründet und erscheint dreimal jährlich im Herbert von Halem Verlag, Köln als Open-Access-Publikation.
Jede Ausgabe bringt zwei bis drei größere Aufsätze (wissenschaftliche Beiträge), einen Essay, Debattenbeiträge sowie Buchbesprechungen. Zentrales Thema der Fachzeitschrift ist die Journalismusforschung. Dazu zählen u. a. Theorien des Journalismus und journalistische Praxis, Journalismusgeschichte, Journalistinnen und Journalisten, Medieninhalte und Mediennutzungsforschung. Alle Beiträge erscheinen zweisprachig, deutsch und englisch.
Bereits ab 1979 gab es eine Schriftenreihe im deutschsprachigen Raum mit dem Namen "Journalistik", die bis etwa bis 2006 durch das Kuratorium für Journalistenausbildung (heute Österreichische Medienakademie) und Heinz Pürer herausgegeben wurde.

## Herausgeber, Redaktion, Autoren
Ähnlich wie die wissenschaftliche Zeitschrift Publizistik wird die Journalistik von einem Herausgebergremium verantwortet. Dazu gehören derzeit Horst Pöttker, Gunter Reus, Tanjev Schultz, Martina Thiele, Mandy Tröger, Stine Eckert und Gabriele Hooffacker. Anna Berneiser arbeitet als Redakteurin für die Journalistik und wählt in Abstimmung mit dem Herausgebergremium die Buchbesprechungen aus.
Zu den Autorinnen und Autoren zählen Roger Blum, Carsten Brosda, Beatrice Dernbach, Lutz Frühbrodt, Friederike Herrmann, Walter Hömberg, Wolfgang Langenbucher, Klaus Meier, Michael Meyen, Ingo von Münch, Siegfried Weischenberg, Peter Welchering, Cornelia Wolf.

## Weblink
- journalistik.online. Journalistik, Zeitschrift für Journalismusforschung